# 1994-es Formula–1 olasz nagydíj
Az olasz nagydíj volt az 1994-es Formula–1 világbajnokság tizenkettedik futama.

## Futam
Monzában a Ferrarik rajtoltak az első sorból Alesi-Berger sorrendben Hill és a meglepetésnek számító Johnny Herbert Lotus 109-ese előtt. A rajtnál Irvine és Herbert is megelőzte a Williamseket, de Irvine hátulról nekiment Herbert autójának, így megszakították a futamot. Az új rajt után Alesi vezetett Berger, Hill és Coulthard előtt. Alesi váltóhiba miatt kiesett, míg Bergert feltartották a boxkiállásánál, ahol 10 másodpercet veszített, így csak a harmadik helyre tért vissza. Eztkövetően utolérte a Williamseket, de megelőzni nem tudta őket. Coulthard autója a verseny végén drámaian lelassult, majd megállt, amikor elfogyott az üzemanyaga. Hill győzött Berger, Häkkinen és Barrichello előtt.
| Helyezés | #  | Versenyző             | Csapat/Motor      | Futott körök | Idő/Kiesés oka      | Rajthely | Pontszám |
| -------- | -- | --------------------- | ----------------- | ------------ | ------------------- | -------- | -------- |
| 1        | 0  | Damon Hill            | Williams-Renault  | 53           | 1:18:03,2           | 3        | 10       |
| 2        | 28 | Gerhard Berger        | Ferrari           | 53           | +4,93               | 2        | 6        |
| 3        | 7  | Mika Häkkinen         | McLaren-Peugeot   | 53           | +25,64              | 7        | 4        |
| 4        | 14 | Rubens Barrichello    | Jordan-Hart       | 53           | +50,634             | 16       | 3        |
| 5        | 8  | Martin Brundle        | McLaren-Peugeot   | 53           | +1:25,575           | 15       | 2        |
| 6        | 2  | David Coulthard       | Williams-Renault  | 52           | Kifogyott üzemanyag | 5        | 1        |
| 7        | 25 | Éric Bernard          | Ligier-Renault    | 52           | +1 kör              | 12       |          |
| 8        | 20 | Eric Comas            | Larrousse-Ford    | 52           | +1 kör              | 24       |          |
| 9        | 5  | Jyrki Järvilehto      | Benetton-Ford     | 52           | +1 kör              | 20       |          |
| 10       | 26 | Olivier Panis         | Ligier-Renault    | 51           | +2 kör              | 6        |          |
| Kiesett  | 31 | David Brabham         | Simtek-Ford       | 46           | Defekt              | 26       |          |
| Kiesett  | 3  | Katajama Ukjó         | Tyrrell-Yamaha    | 45           | Kicsúszás           | 14       |          |
| Kiesett  | 9  | Christian Fittipaldi  | Footwork-Ford     | 43           | Motorhiba           | 19       |          |
| Kiesett  | 15 | Eddie Irvine          | Jordan-Hart       | 41           | Motorhiba           | 9        |          |
| Kiesett  | 4  | Mark Blundell         | Tyrrell-Yamaha    | 39           | Kicsúszás           | 21       |          |
| Kiesett  | 23 | Pierluigi Martini     | Minardi-Ford      | 30           | Kicsúszás           | 18       |          |
| Kiesett  | 24 | Michele Alboreto      | Minardi-Ford      | 28           | Váltó               | 22       |          |
| Kiesett  | 30 | Heinz-Harald Frentzen | Sauber-Mercedes   | 22           | Motorhiba           | 11       |          |
| Kiesett  | 29 | Andrea de Cesaris     | Sauber-Mercedes   | 20           | Motorhiba           | 8        |          |
| Kiesett  | 32 | Jean-Marc Gounon      | Simtek-Ford       | 20           | Váltó               | 25       |          |
| Kiesett  | 19 | Yannick Dalmas        | Larrousse-Ford    | 18           | Kicsúszás           | 23       |          |
| Kiesett  | 27 | Jean Alesi            | Ferrari           | 14           | Váltó               | 1        |          |
| Kiesett  | 12 | Johnny Herbert        | Lotus-Mugen-Honda | 13           | Generátor           | 4        |          |
| Kiesett  | 6  | Jos Verstappen        | Benetton-Ford     | 0            | Ütközés             | 10       |          |
| Kiesett  | 11 | Alessandro Zanardi    | Lotus-Mugen-Honda | 0            | Ütközés             | 13       |          |
| Kiesett  | 10 | Gianni Morbidelli     | Footwork-Ford     | 0            | Ütközés             | 17       |          |
| NK       | 34 | Bertrand Gachot       | Pacific-Ilmor     |              |                     |          |          |

## A világbajnokság élmezőnyének állása a verseny után
| H  | Versenyzők         | Pont | H  | Konstruktőrök    | Pont |
| -- | ------------------ | ---- | -- | ---------------- | ---- |
| 1. | Michael Schumacher | 76   | 1. | Benetton-Ford    | 85   |
| 2. | Damon Hill         | 65   | 2. | Williams-Renault | 73   |
| 3. | Gerhard Berger     | 33   | 3. | Ferrari          | 58   |
| 4. | Jean Alesi         | 19   | 4. | McLaren-Peugeot  | 29   |
| 5. | Mika Häkkinen      | 18   | 5. | Jordan-Hart      | 17   |

## Statisztikák
Vezető helyen:
- Jean Alesi: 14 (1-14)
- Gerhard Berger: 9 (15-23)
- Damon Hill: 26 (24 / 29-53)
- David Coulthard: 3 (25 / 27-28)
- Mika Häkkinen: 1 (26)

Damon Hill 7. győzelme, 7. leggyorsabb köre, Jean Alesi 1. pole-pozíciója.
- Williams 75. győzelme